# Карнальська битва
Карнальська битва — битва, що відбулася між силами перського шаха Надер Шаха під час його вторгнення до індії та могольського імператора Мухаммад Шаха. Лише за три години чисельно більші війська моголів були розгромлені, що відкрило персам шлях на могольську столицю Делі, яка була захоплена 11 березня того ж року.